# 天水圍（天業路）社區健康中心

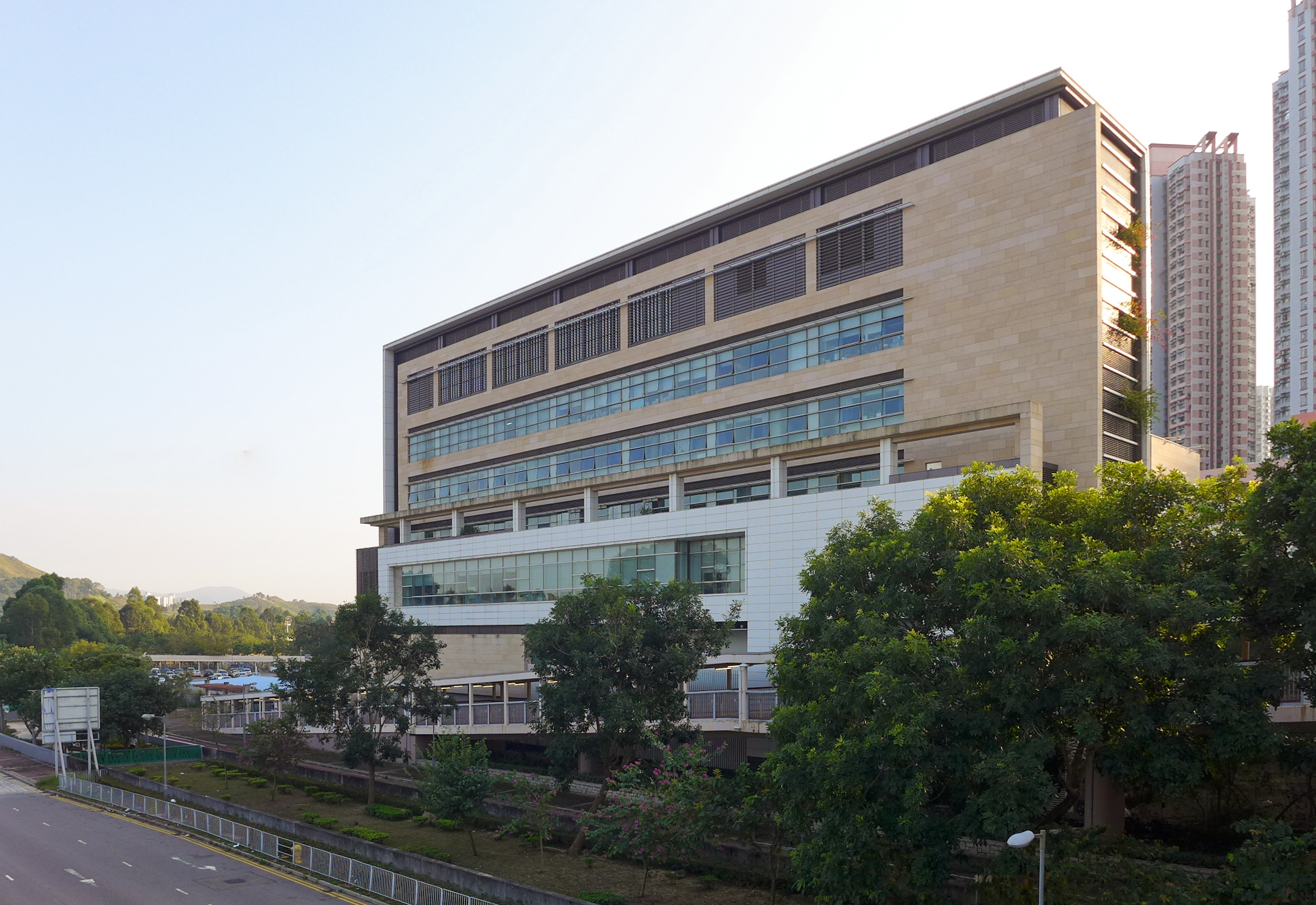
天水圍（天業路）社區健康中心外觀

天水圍（天業路）社區健康中心（英語：Tin Shui Wai (Tin Yip Road) Community Health Centre）位於香港新界元朗區天水圍天業路，隸屬於醫院管理局新界西醫院聯網，於2012年2月8日投入服務，每天可以服務逾200人次，為天水圍和新界西居民提供治療至預防的一條龍式醫療服務，為首間社區健康中心以此種模式運作。。

## 功能

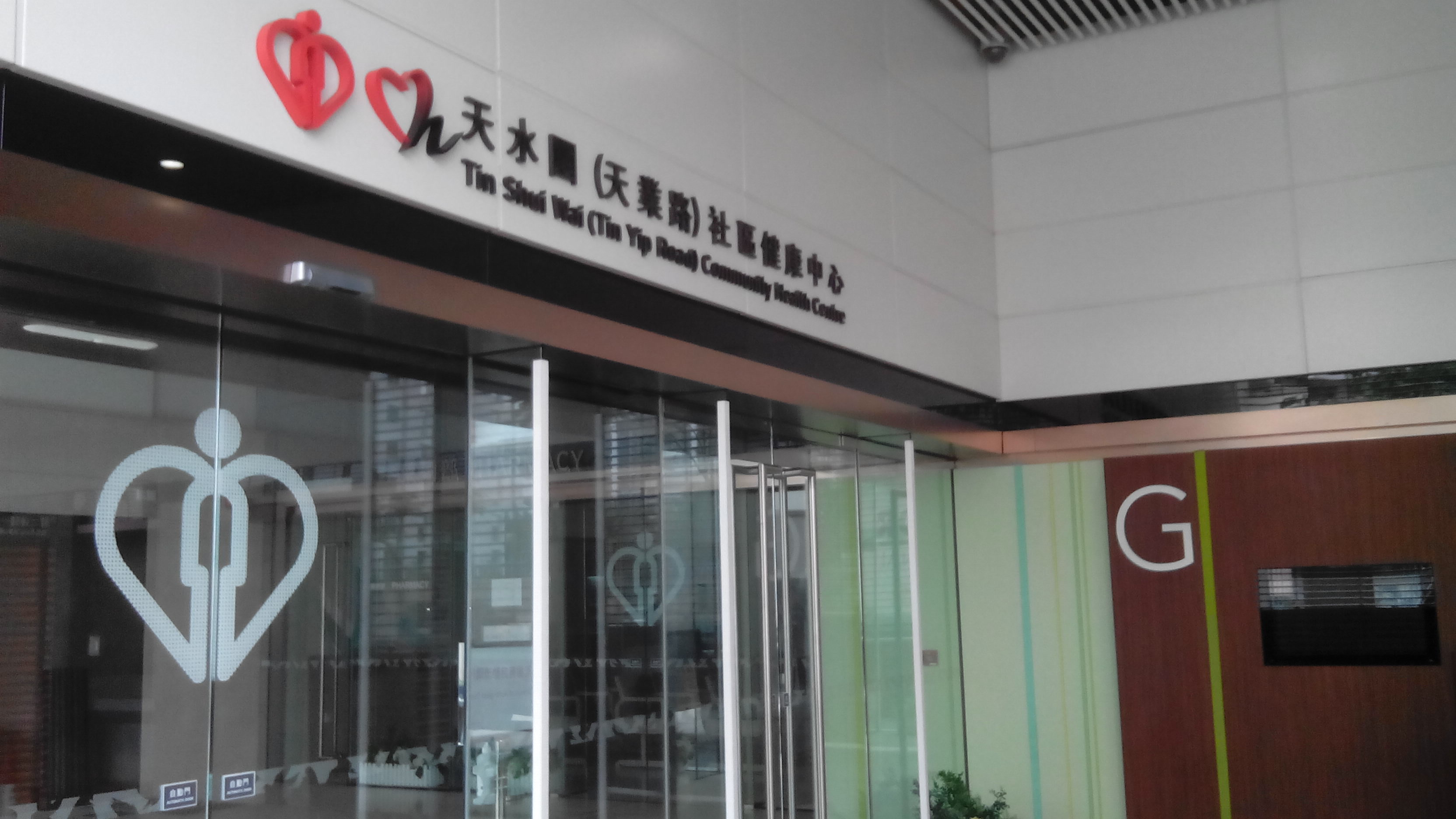
正門入口

社區健康中心提供慢性病管理、護士診所處理傷口、綜合心理健康服務及戒煙輔導服務等，病人平均輪候約3周已經可以獲得醫院轉介至社區健康中心跟進接受治療，可以大大紓緩聯網專科門診的病人輪候情況。
因應香港新冠肺炎第五波疫情，自2022年2月16日起至2023年1月29日，天水圍（天業路）社區健康中心啟動成為全港7間確診個案指定診所之一（後增至8間），周一至周日包括公眾假期服務，服務時間為上午9時至下午1時以及下午2時至下午5時。

## 沿革
天水圍健康中心（天瑞路）於1993年已經成立，惟該健康中心只有6名駐診醫生，每年需要為14至16萬人次診症，未能夠滿足區內居民的需求，在天水圍區內建立第二間提供普通科門診的健康中心變得有必要。

## 服務時間
|            | 登記時間                      | 診症時間                      |
| 星期一至五 | 08:45 - 12:30及 13:45 - 16:30 | 09:00 - 13:00及 14:00 - 17:00 |
| 星期六     | 08:45 - 12:30                 | 09:00 - 13:00                 |
| 星期日     | 不開放                        | 不開放                        |

## 外部連結
- 天水圍 (天業路) 社區健康中心 官方網站 （页面存档备份，存于）（繁體中文）
- 天水圍 (天業路) 社區健康中心 官方網站 （页面存档备份，存于）（英文）